# جيمس بلغريف
جيمس حمد بلغريف (بالإنجليزية: James Hamad Belgrave)‏ (ولد في أبريل 1929 في المنامة، البحرين - توفي في 29 يونيو 1979 في المنامة، البحرين) عسكري وسياسي وصحفي ومؤرخ ومؤلف ورجل أعمال بريطاني بحريني. يعتبر بلغريف أول بريطاني يولد في البحرين.

## النشأة والتعليم
ولد بلغريف في أبريل 1929. والده هو المستشار
البريطاني تشارلز بلغريف ووالدته هي مارجوري. أطلق عليه والده اسم مركب حيث أن الاسم الثاني أطلق تكريما لحاكم البحرين آنذاك حمد بن عيسى آل خليفة. وقد أبدى آل خليفة سروره باسم المولود لذا أرسل شاحنة محملة بستة أغنام سمينة بالإضافة إلى سيف موضوع في غمد ذهبي مع خطاب يتضمن التهنئة بالمولود الجديد. كان بلغريف أول بريطاني يولد في البحرين. عندما تم تعميده بالكنيسة في المملكة المتحدة كان القسيس مستغرب لاختيار هذا الاسم الذي على حد قوله لم يصادفه من قبل.
درس المرحلة التحضيرية في المملكة المتحدة في العام 1936 ثم انتقل وأكمل تعليمه في كراتشي بباكستان في العام 1940 بسبب ظروف الحرب العالمية الثانية. تخرج من جامعة لندن في تخصص الدراسات الإفريقية الشرقية.

## المسيرة المهنية
أدى بلغريف الخدمة في الجيش البريطاني في فلسطين في العام 1947.
شارك في الخمسينات في تأسيس مجلة صوت البحرين مع عدد من الشباب البحرينيين. عمل في مهنة قياس النفط في حكومة البحرين لمدة عامين. ثم عمل مدير للعلاقات العامة والإعلام لحكومة البحرين وكان من مهماته الإشراف على إذاعة البحرين ومجلة هنا البحرين. أشرف على نشرة النجمة الأسبوعية الصادرة عن شركة نفط البحرين (بابكو). أسس مكتب للعلاقات العامة بعد استقلال البحرين وكان مكتب متخصص في العلاقات العامة والتسويق ويخدم عدة حكومات وكان يعمل معه الإعلامي البريطاني المعروف مايكل رايس. فتح شركته الخاصة للعلاقات العامة الشركة العربية للاستشارات. عمل كرئيس تحرير مجلة غلف ميرور الأسبوعية.

## ببلوغرافيا
ألف كتاب باللغة الإنجليزية بعنوان (البحرين ترحب بكم) (بالإنجليزية: welcome to Bahrain)‏ في العام 1953. وبمناسبة مرور 60 عام على إصدار الكتاب قامت جمعية تاريخ وآثار البحرين في يوم الأربعاء 3 أبريل 2013 بتنظيم محاضرة حول الكتاب قدمها الكاتب المترجم مهدي عبد الله. ثم قام الدكتور عيسى أمين بإهداء كتاب «تشارلز بلغريف السيرة والمذكرات» الذي ألفته مي بنت محمد آل خليفة إلى ابنته سارة كما قام المحاضر مهدي عبد الله بإهدائها الترجمة العربية التي أعدها لكتاب والدها جيمس «ساحل القراصنة» ليتم بعدها عرض فيلم قصير يوثق العلاقات التاريخية بين البحرين والمملكة المتحدة.

## الحياة الشخصية
تزوج في البحرين وأنجب ابنة واحدة وهي سارة التي نشأت وترعرعت في البحرين حتى وفاة والدها حيث غادرت عائدة إلى بلدها المملكة المتحدة في عام 1979.

## الوفاة
توفي بلغريف في 29 يونيو 1979 عن عمر ناهز 50 عام ودفن بمقبرة المسيحيين في قرية سلماباد وسط البحرين.

## الإرث
في عام 2017 قامت الإعلامية أمل المرزوق ضمن فعاليات متحف موقع قلعة البحرين بإلقاء محاضرة عن كتابها الذي كان بعنوان: «جيمس بلجريف: سيرة أول بريطاني يولد في البحرين» حيث تناولت من خلال المحاضرة بعض من محتوى الكتاب الصادر عن مركز الشيخ إبراهيم بن محمد آل خليفة للثقافة والبحوث وذلك في أجواء تفاعلية تم خلالها تسليط الضوء على مراحل من تاريخ البحرين الحديث.